# Chiesa dei Santi Giovanni Battista ed Evangelista (Ala)
La chiesa dei Santi Giovanni Battista ed Evangelista, anche nota come chiesa dei Santi Giovanni Battista e Evangelista o semplicemente Ss. Giovanni Battista ed Evangelista è un luogo di culto cattolico situato ad Ala, in una posizione centrale del piccolo centro della Vallagarina. È una chiesa comunale.

## Storia

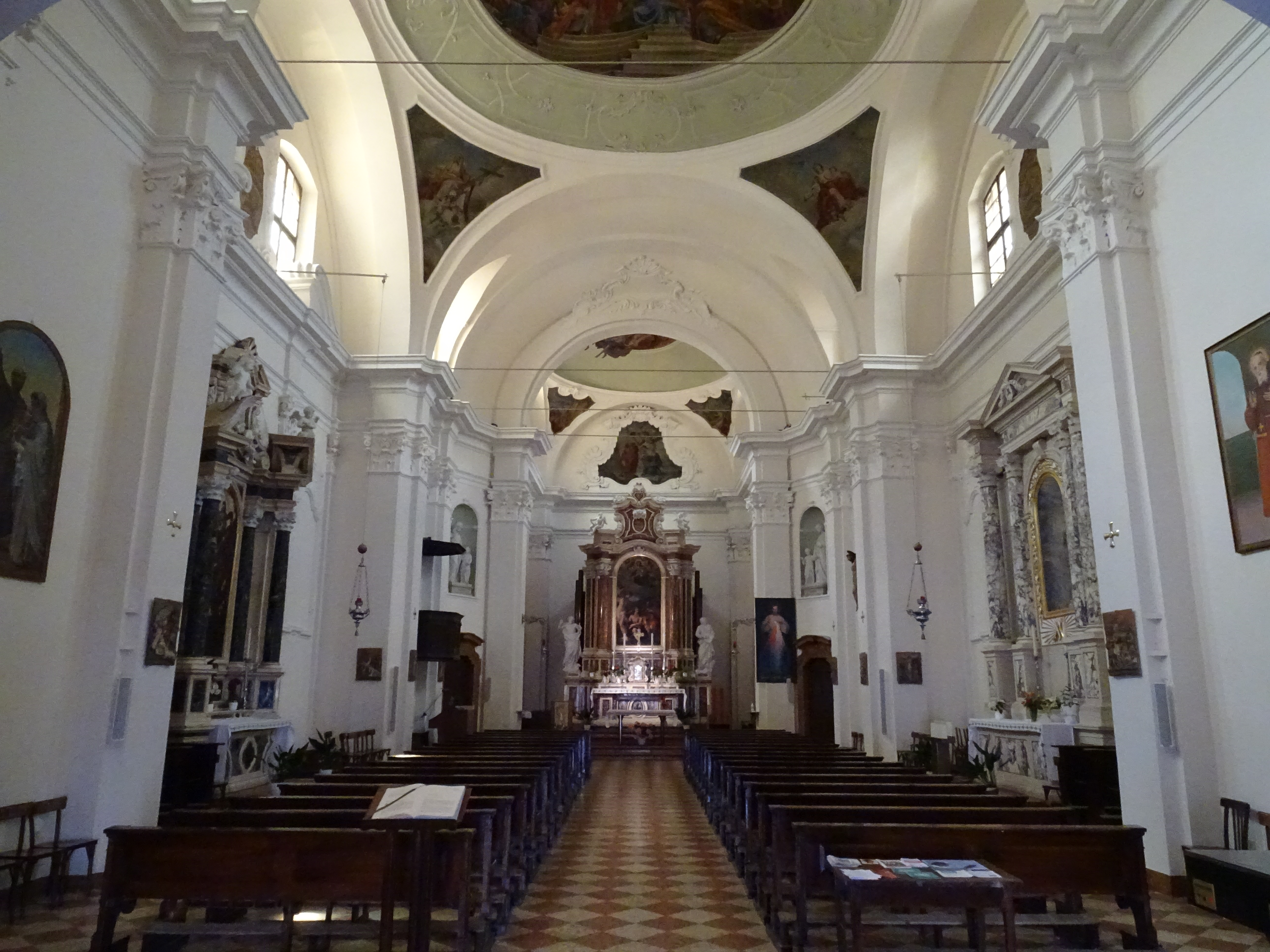
Interno

Una prima menzione in documenti storici della chiesa risale al XIV secolo e si riferisce ad una semplice cappella collegata ad un ospedale locale intitolato a San Giovanni Battista. Si tratta di un documento su pergamena che si riferisce alla concessione di una indulgenza papale, firmata nel 1342 da papa Clemente VI. Non ha mai avuto la dignità di chiesa parrocchiale. Nel tempo fu oggetto di ampliamenti e riedificazioni, rispettivamente nel 1501, nel 1751 e nel 1894.

## Descrizione

### Esterni

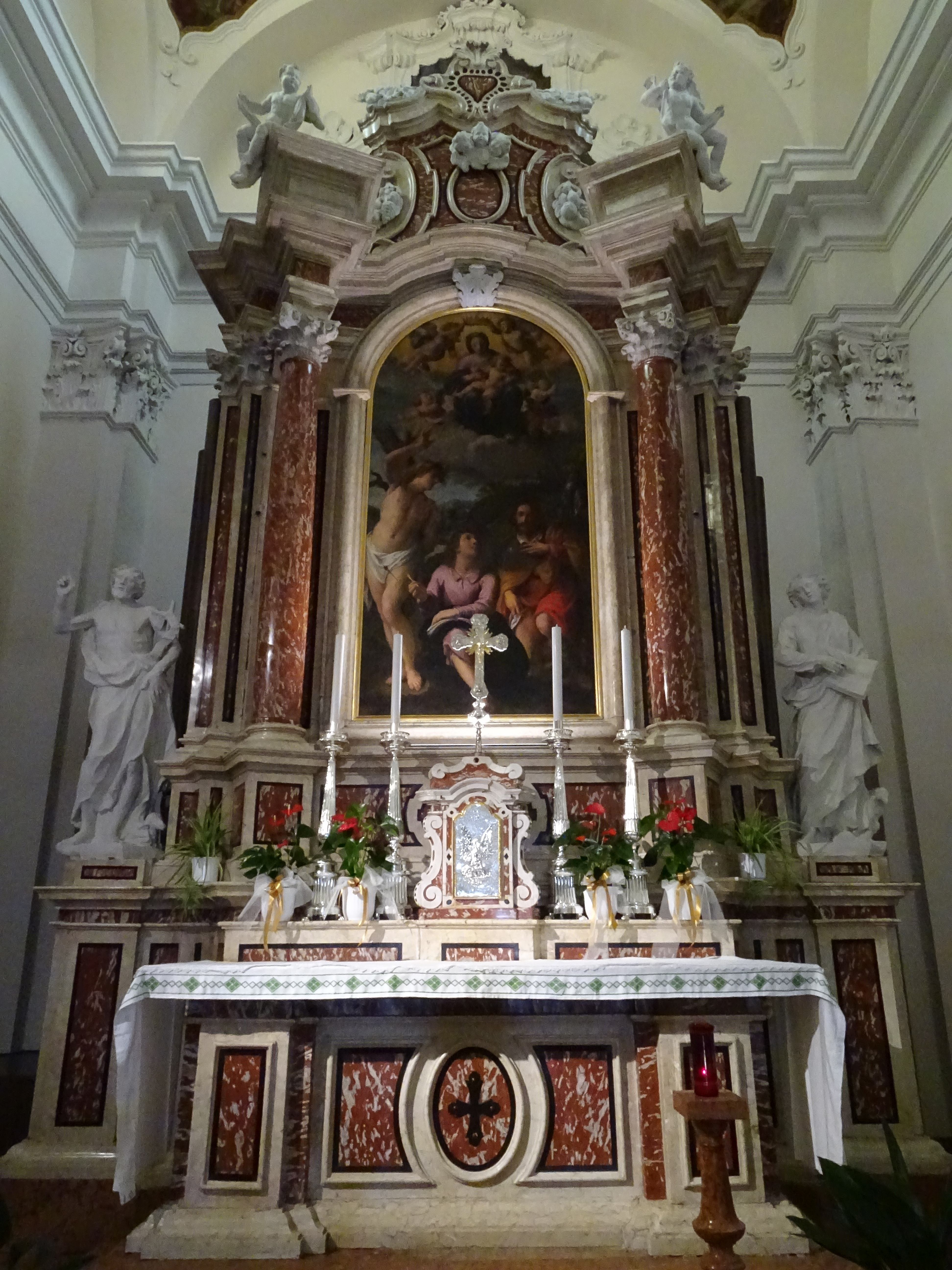
Altare maggiore

Posizionata sulla piazza dove si affaccia anche il palazzo del comune di Ala, ha una facciata che si divide in due ordini e come motivo ornamentale utilizza quattro paraste in ogni ordine. Il frontone è semplice, classico, triangolare.
La torre campanaria si alza a destra della chiesa	e la cella si apre con quattro finestre a bifora. La parte apicale è costituita dalla lanterna a base ottagonale e dalla copertura a doppia cipolla.

### Interni
La chiesa è a navata unica, ampia, con una capella su ogni parete laterale. L'altare maggiore è sopraelevato. La volta è stata affrescata dal pittore veronese Orlando fattori mentre la pala d'altare è di un altro veronese, Alessandro Turchi.